# Paraclinus sini
Paraclinus sini is een  straalvinnige vissensoort uit de familie van slijmvissen (Labrisomidae). De wetenschappelijke naam van de soort is voor het eerst geldig gepubliceerd in 1952 door Hubbs.
De soort staat op de Rode Lijst van de IUCN als niet bedreigd, beoordelingsjaar 2008.